# Retrato de Jerónimo de Cevallos
El Retrato de Jerónimo de Cevallos  es una obra del Greco, realizada hacia 1613, durante su último período toledano. Forma parte del conjunto de retratos del Greco procedentes de la Quinta del Duque del Arco en el Palacio del Pardo de Madrid.

## El personaje
Jerónimo de Cevallos (1560–1641) fue un destacado jurista, consultor del Santo Oficio, presidente del Consejo de Fernando de Austria, administrador del Arzobispado de Toledo, regidor del Ayuntamiento de esta ciudad, y capellán de su majestad. Ceballos publicó varios libros, entre ellos uno de los tratados de ciencia política más influyentes del reinado de Felipe IV: el "Arte real para el buen govierno de los reyes y príncipes y de sus vasallos".
Quizás Cevallos conoció al Greco en las reuniones literarias organizadas por el I conde de Mora en el cigarral de Buenavista, pero no existe evidencia documental de ello.Posteriormente, fue un protector de Jorge Manuel, el hijo del Greco.

## Análisis de la obra

### Datos técnicos y registrales
- Madrid, Museo del Prado, n º. de catálogo: P000812;[4]
- Pintura al óleo sobre lienzo;
- Dimensiones: 64 x 54 cm;;
- Datación: hacia 1605-1614, según Wethey (1613, según el museo del Prado);
- No está firmado;
- Consta en el catálogo razonado de Harold Wethey con el n º. 133, y en el de Tiziana Frati con la referencia 158;[5]

### Descripción de la obra
Este retrato es uno de los mejores de la etapa final del Greco, cerrando su ciclo de retratos de caballeros, iniciados por El caballero de la mano en el pecho. Responde al mismo esquema —de medio cuerpo, ante un fondo neutro y una gran austeridad de medios— aunque en una línea más expresionista que la de los anteriores de esta serie.
El rostro de Cevallos centra el retrato, con los detalles de su fisonomía y de la barba sutilmente representados. Los tonos oscuros y la pincelada suelta permiten captar magníficamente la psicología del personaje, y sus ojos y orejas están a diferente altura, dotando al retrato de una particular intensidad. La barba entrecana y la sombra entre los ojos dan potencia a la mirada, entre austera y serena. La lechuguilla blanca es el medio de transición entre los rosados de las carnaciones y los pardos, grises y negros del resto de la obra. La imprimación castaño-rojiza aparece en algunas partes, y el estado general de conservación de la obra es satisfactorio.

### Procedencia
1. Colección Real (colección Felipe V, Quinta del duque del Arco, El Pardo-Madrid, decimotercia pieza de verano, 1745, [n º. 419];
2. Quinta del duque del Arco, pieza duodécima, 1794, n º. 368).